# 土御門晴善
土御門 晴善（つちみかど はれよし、1884年8月4日 - 1934年4月17日）は、日本の農学者、政治家。位階は従四位。勲等は勲四等。爵位は子爵。学位は農学士。幼名は善光（よしみつ）。旧姓は三室戸（みむろど）。名前の「晴」は「日」に「靑」だが、この字にはJISコードが割り当てられていないため、土御門 晴善（つちみかど はれよし）とも表記される。
東京高等蚕糸学校教授、農事試験場扱師、貴族院議員（1期）などを歴任した。

## 概要
天文、暦道、陰陽道を家業としていた土御門家の当主である。安倍晴明など著名な陰陽師を輩出した安倍氏の嫡流であるが、明治維新以降は陰陽道も衰退し、土御門家伝来の特権も失われていた。そのような情勢下で、農学者として研究に励むなど、自然科学の分野で活躍した。晩年は貴族院議員を1期務めるなど、帝国議会において活動した。

## 来歴

### 生い立ち
1884年、華族の三室戸和光の三男として生まれた。三室戸家は明治維新前は名家の家格を有しており、維新後は子爵となっていた。父である和光は公家であったが、維新後は伊勢神宮の大宮司などを務めた。
その後、華族の土御門晴行の養子となった。土御門家は維新前は半家の家格を有しており、維新後は子爵となっていた。かつては天文、暦道、陰陽道を家業としていたが、明治に入ると陰陽道は衰退の一途を辿り、家業にまつわる特権なども失われていった。なお、養父である晴行は1883年生まれのため、晴善とは1歳しか違わなかった。のちに、法制官僚である武田千代三郎の長女と結婚した。

### 農学者として
農学を熱心に学び、農学士の学位を取得した。東京高等蚕糸学校にて教鞭を執り、助教授を経て、1914年5月4日に教授に昇任した。その後、農林省の附属機関である農事試験場にて、扱師として職務にあたった。養蚕についての研究に取り組み、専門書も上梓している。

### 政治家として
1924年7月、養父である土御門晴行が死去した。翌年9月、晴行の養子として子爵の爵位を継ぎ、家督を相続した。 1926年4月14日、善光から晴善に改名した。1932年の第7回貴族院子爵議員選挙にて選出され、同年7月10日に貴族院議員に就任した。貴族院では研究会に所属した。なお、実家の三室戸家は従弟の三室戸敬光が継承していたが、敬光もこのころ貴族院議員として研究会に所属していた。1934年4月17日、貴族院議員として在職中のまま死去した。土御門家の家督と爵位は、長男の土御門凞光が継いだ。凞光は早世したが、その後は晴善の二男である土御門範忠が継承した。

## 家族・親族
- 土御門晴榮（養祖父） - 公家、陰陽師、政治家
- 三室戸和光（父） - 公家、神職
- 武田千代三郎（岳父） - 法制官僚
- 三室戸敬光（従弟） - 教育者、政治家、「大日本陰陽会」総裁(大日本陰陽会は現·日本暦学連合会の前身組織)
- 土御門凞光（長男） - 「大日本陰陽会」副総裁(総裁に就任予定だったが早逝)
- 土御門範忠（二男） - 凞光の死後、相続。

## 略歴
- 1884年 - 誕生。
- 1914年 - 東京高等蚕糸学校教授。
- 1932年 - 第7回貴族院子爵議員選挙当選。
- 1934年 - 死去。

## 栄典
- 1925年 - 子爵。

## 著作
- 土御門晴善述『絹糸化学』弘道館、1930年。